# オープン・オーディオ使用許諾
オープン・オーディオ使用許諾（オープン・オーディオしようきょだく、英：Open Audio License）は、電子フロンティア財団（EFF）が2001年に作成した、自由音楽の利用許諾。音楽ほか創作性のある作品に、自由と開放性を提供する。EFFは、オープン・オーディオ使用許諾ではなくクリエイティブ・コモンズ・表示・継承利用許諾を使用するよう作者に呼びかけており、「クリエイティブ･コモンズ・表示・継承利用許諾をオープン・オーディオ使用許諾の第2版とする」と発表した。
オープン・オーディオ使用許諾の初版発行は、本許諾下にある作品を収蔵し、許諾自体のサポートも行うOpen Music Registryの創設につながることとなった。